# Куцохвостик оливковий
Куцохвостик оливковий (Macrosphenus concolor) — вид горобцеподібних птахів родини Macrosphenidae.

## Поширення
Вид поширений в Західній і Центральній Африці від Гвінеї до Уганди і на південь до Анголи. Живе у тропічних та субтропічних вологих низовинних та гірських лісах.

## Опис
Дрібний птах, завдовжки 11-12 см, вагою 12-16 г.